# Justin McKenna
Justin McKenna (9 juin 1896 - 23 mars 1950) est une personnalité politique et avocat irlandaise.

## Biographie
Il est originaire de Mullagh, dans le comté de Cavan. Son père, T.P. McKenna, a joué un rôle important dans la vie publique, ayant occupé les postes de président du conseil du comté de Cavan, président fondateur du conseil du comté de Cavan de la GAA et membre du conseil d'administration de l'University College Dublin (UCD).
Diplômé du St. Patrick's College de Cavan, McKenna est inscrit comme étudiant en droit à l'UCD. Là-bas, il devient actif dans la lutte militaire.
Il est arrêté le 26 novembre 1920 et ensuite accusé de possession de munitions et de matériel séditieux. Il est détenu pendant un certain temps à la prison d'Arbor Hill, il est ensuite interné au camp de Rath dans le Curragh.
Il est libéré le 8 août 1921 après avoir été élu sans opposition en tant que Teachta Dála (député) du Sinn Féin au 2e Dáil aux élections de 1921 pour la circonscription de Louth – Meath. Il soutient le traité anglo-irlandais et vote en sa faveur. Il se présente comme un candidat pro-Traité du Sinn Féin aux élections générales de 1922, mais n'est pas élu.
Après la formation de l'État libre d'Irlande, il devient le premier procureur d'État du comté de Meath, un rôle qui consiste à être le principal avocat d'appel, entre autres fonctions.
Après la vie publique, il continue à exercer dans le privé à Kells, comté de Meath, jusqu'à sa mort le 23 juillet 1950.